# Marc Reinhardt
Marc Reinhardt (* 4. Februar 1978 in Teterow) ist ein deutscher Politiker (CDU). Seit 2006 ist er Abgeordneter des Landtages von Mecklenburg-Vorpommern.

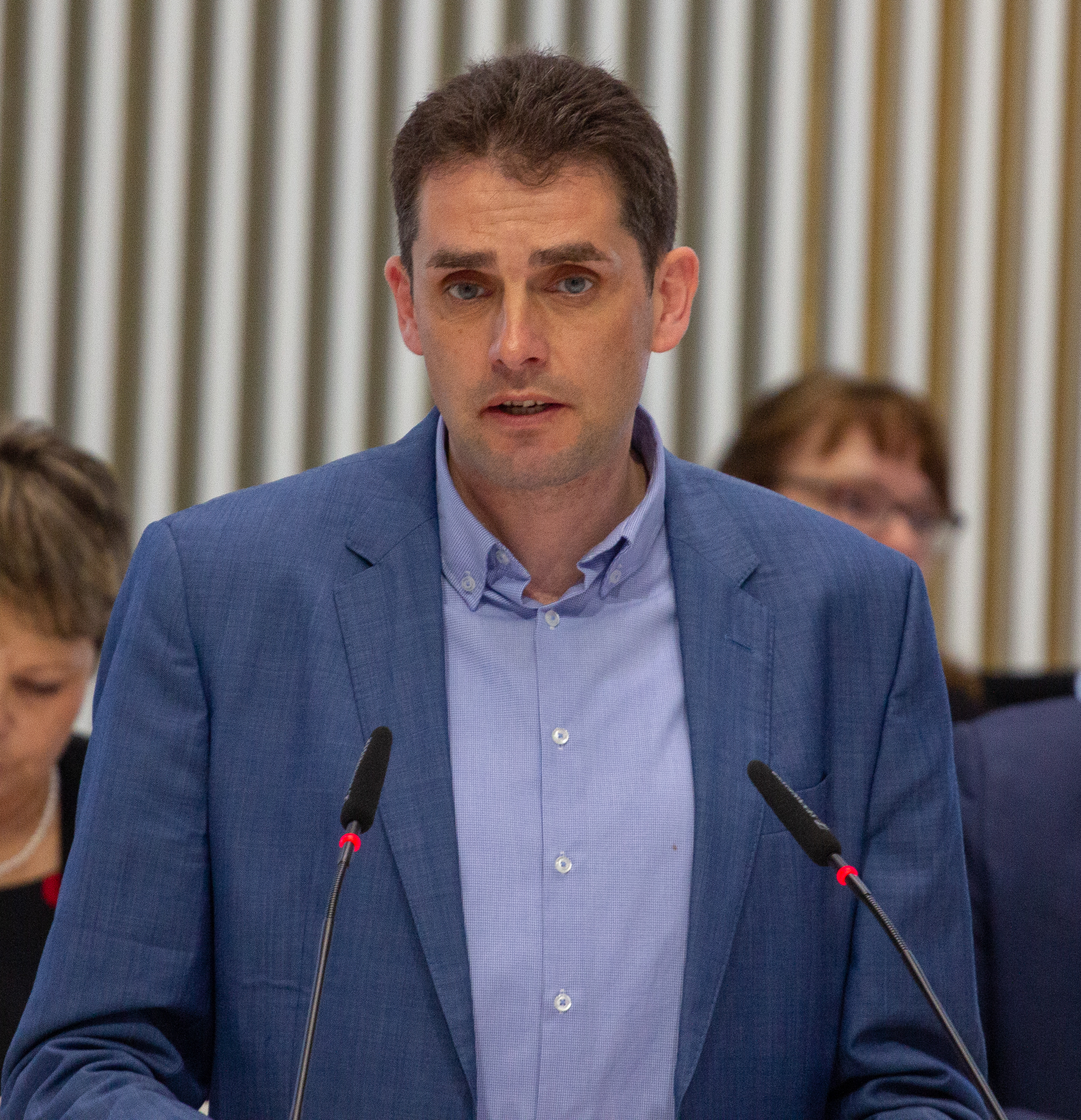
Marc Reinhardt im Plenum des Landtages, 2019

## Leben
Reinhardt besuchte bis 1996 die Realschule Gnoien und das Gymnasium in Teterow. Anschließend leistete er einen zehnmonatigen Grundwehrdienst bei der Luftwaffe in Rostock-Laage ab. Danach absolvierte er von 1997 bis 2000 eine Ausbildung zum Vermessungstechniker in Rostock und Schwerin und arbeitete im Anschluss daran als Vermessungstechniker in Rostock. Von 2001 bis 2006 absolvierte er ein Studium an der Hochschule Wismar, das er 2006 als „Diplom-Wirtschaftsjurist (FH)“ beendete. Von 2004 bis 2007 war er Mitglied im Senat der Hochschule Wismar und im Vorstand des Studentenwerkes Rostock. 
Reinhardt ist evangelisch, ledig und lebt in Neukalen im Landkreis Mecklenburgische Seenplatte.

## Politik
Reinhardt trat im Jahr 1998 in die CDU und die Junge Union ein. Von 2001 bis 2008 war er Landesgeschäftsführer der Jungen Union in Mecklenburg-Vorpommern. Von 2008 bis 2012 war er Landesvorsitzender der Jungen Union Mecklenburg-Vorpommern. Von 2004 bis 2011 war er Mitglied des Kreistages Güstrow. Seit 2006 ist er stellvertretender Landesvorsitzender der kommunalpolitischen Vereinigung der CDU Mecklenburg-Vorpommern. Bei der Landtagswahl 2006 wurde er über ein Direktmandat des Landtagswahlkreis Demmin II in den Landtag von Mecklenburg-Vorpommern gewählt. Seit 2009 ist er in der Stadtvertretung Neukalen aktiv. Bei der Landtagswahl 2011 und der Landtagswahl 2016 wurde er jeweils über die Landesliste gewählt. Seit November 2011 war er Vorsitzender des Innenausschusses des Landes Mecklenburg-Vorpommern und erneut bildungspolitischer Sprecher der CDU-Landtagsfraktion. Zudem wurde er im Dezember 2011 zum Vorsitzenden des CDU-Kreisverbandes des im Zuge der Kreisgebietsreform 2011 neu gebildeten Landkreises Mecklenburgische Seenplatte gewählt. Im November 2020 wurde er zum stellvertretenden Vorsitzenden der CDU-Fraktion im Landtag gewählt.
In der Flüchtlingskrise in Europa 2015 kritisiert er gemeinsam mit anderen CDU-Politikern den Kurs der Bundeskanzlerin Angela Merkel.
Im März 2022 wurde er zum stellvertretenden Vorsitzenden der CDU Mecklenburg-Vorpommern gewählt.